# Beauvilliers (Loir-et-Cher)
Beauvilliers ist eine Ortschaft und eine ehemalige französische Gemeinde mit 53 Einwohnern (Stand: 1. Januar 2022) im Département Loir-et-Cher in der Region Centre-Val de Loire. Sie gehörte zum Arrondissement Blois und zum Kanton La Beauce.
Mit Wirkung vom 1. Januar 2017 wurde Beauvilliers mit den früheren Gemeinden Baigneaux, Oucques und Sainte-Gemmes zur Commune nouvelle Oucques la Nouvelle zusammengeschlossen und hat in der neuen Gemeinde seither den Status einer Commune déléguée.
Beauvilliers liegt in der Landschaft Beauce, 17 Kilometer ostnordöstlich von Vendôme. Nachbarorte sind Lignières im Nordwesten, Vievy-le-Rayé im Nordosten, Oucques im Osten, Épiais im Süden und La Chapelle-Enchérie im Westen.

## Bevölkerungsentwicklung
| Jahr                       | 1962 | 1968 | 1975 | 1982 | 1990 | 1999 | 2008 | 2014 |
| -------------------------- | ---- | ---- | ---- | ---- | ---- | ---- | ---- | ---- |
| Einwohner                  | 81   | 85   | 64   | 52   | 44   | 37   | 58   | 61   |
| Quellen: Cassini und INSEE |      |      |      |      |      |      |      |      |

## Sehenswürdigkeiten
- Kirche Notre-Dame